# Chiesa di Santa Maria Bambina (Atzara)
La chiesa di Santa Maria Bambina è una chiesa campestre situata in territorio di Atzara, centro abitato della Sardegna centrale. Consacrata al culto cattolico, fa parte della parrocchia di Sant'Antioco Martire, arcidiocesi di Oristano.
Chiesa antichissima, forse la più antica della zona, nota come Santa Maria 'e Susu (di sopra, più a monte).